# Косицын, Александр Иванович
Александр Иванович Коси́цын (1916 — 1983) — бригадир цеха крупной штамповки Горьковского автозавода, Герой Социалистического Труда (1966).

## Биография
Родился 15 (28 августа) 1916 года в селе Алгасово (ныне — Моршанский район, Тамбовская область) в семье горняка.
В 1930 году окончил 7 классов средней школы Шахты Ростовской области и поступил в горнопромышленное училище. Потом переехал с родителями в Нижний Новгород (Горький), и доучивался в ФЗУ при автозаводе.
С 1934 года слесарь инструментально-штампового корпуса Горьковского автомобильного завода. В 1939 — 1972 годы — бригадир цеха крупной штамповки и инструментально-штампового корпуса, наладчик-конструктор крупных штампов.
Выступил с почином, положившим начало движению под девизом «Ни одного отстающего рядом!» На 1966 год принял соцобязательства за счет уплотнения рабочего дня, внедрения рационализаторских предложений выполнять нормы на 150 %.
Делегат XXIII съезда КПСС. Депутат Горьковского областного Совета депутатов трудящихся (1954—1976).
С 1976 года персональный пенсионер союзного значения.
Умер 21 августа 1983 года. Похоронен на Старо-Автозаводском кладбище.

## Признание
- за выдающиеся трудовые показатели Указом Президиума Верховного Совета СССР от 22 августа 1966 года присвоено звание Героя Социалистического Труда.
- Сталинская премия второй степени (1951) — за разработку конструкции и освоение производства легкового автомобиля «ЗИМ».
- премия Ленинского комсомола (1970) — как наставник молодёжи